# Apollon
Apollon — ежеквартальный научно-популярный журнал, издаваемый Университетом Осло. Назван в честь древнегреческого бога Аполлона. Полное название издания — Apollon: forskningsmagasin fra Universitetet i Oslo (с норв. — «Аполлон: Научно-исследовательский журнал Университета Осло»).
Журнал появился в 1991 году. В нём публикуются результаты исследований учёных, работающих в университете, а целевая аудитория включает учёных, студентов, политиков и тех, кто интересуется научными исследованиями.